# Copa de Alemania de 1943
La Copa de Alemania de 1943 fue la novena edición de la copa anual de fútbol de Alemania nazi y que contó con la participación de 33 equipos.
El First Vienna FC venció en la final al LSV Hamburg en el Adolf-Hitler-Kampfbahn para ser campeón de la copa por primera vez, siendo éste el último equipo de Austria en ganar la copa nacional de Alemania nazi.
También fue la última edición de la copa bajo control de Alemania nazi luego de perder en la Segunda Guerra Mundial y Alemania nazi fue dividida en Alemania Federal y Alemania Democrática.

## Ronda de Clasificación
| 15-8-1943     |     |             |
| Cuxhavener SV | 1–3 | LSV Hamburg |

## Primera Ronda
| 22-8-1943           |        |                              |
| BC Augsburg         | 3 – 0  | FC Bayern Munich             |
| TSG Rostock         | 1 – 7  | Hertha BSC                   |
| SV Victoria Elbing  | 0 – 7  | LSV Pütnitz                  |
| Dresdner SC         | 13 – 1 | Reichsbahn SG Borussia Fulda |
| FV Saarbrücken      | 8 – 0  | VfR Köln                     |
| SpVgg Breslau 02    | 5 – 3  | TuS Lipine                   |
| FC Mühlhausen 93    | 1 – 4  | VfR Mannheim                 |
| NSTG Brüx           | 0 – 14 | First Vienna FC              |
| SG SDW Posen        | 0 – 4  | VfB Königsberg               |
| Holstein Kiel       | 5 – 4  | Eintracht Braunschweig       |
| FK Niederkorn       | 0 – 3  | Sportfreunde Katernberg      |
| Stuttgarter Kickers | 3 – 5  | Kickers Offenbach            |
| LSV Hamburg         | 1 – 0  | SpVgg Wilhelmshaven          |
| SpVgg Erfurt        | 0 – 4  | FC Schalke 04                |
| Zel Praga Warschau  | 3 – 5  | MSV Brünn                    |
| KSG Schweinfurt     | 2 – 4  | 1. FC Nürnberg               |

## Segunda Ronda
| FC Schalke 04     | 4 – 2 | Sportfreunde Katernberg |
| VfB Königsberg    | 0 – 5 | Dresdner SC             |
| First Vienna FC   | 6 – 5 | SpVgg Breslau 02        |
| Hertha BSC        | 0 – 3 | Holstein Kiel           |
| Kickers Offenbach | 1 – 2 | FV Saarbrücken          |
| LSV Pütnitz       | 2 – 3 | LSV Hamburg             |
| MSV Brünn         | 1 – 5 | 1. FC Nürnberg          |
| VfR Mannheim      | 4 – 2 | BC Augsburg             |

## Cuartos de final
| Holstein Kiel  | 2 – 4 | LSV Hamburg     |       |
| FV Saarbrücken | 1 – 2 | FC Schalke 04   | (AET) |
| 1. FC Nürnberg | 2 – 3 | First Vienna FC |       |
| Dresdner SC    | 5 – 2 | VfR Mannheim    |       |

## Semifinales
| First Vienna FC | 6 – 2 | FC Schalke 04 |
| LSV Hamburg     | 2 – 1 | Dresdner SC   |

## Final
| 31 de agosto de 1943 | LSV Hamburg                | 2–3 (t. s.) | First Vienna                       | Adolf-Hitler-Kampfbahn, Stuttgart                     |                                                       |
|                      | Heinrich 26' · Gornick 70' | Reporte     | Decker 49' (pen.) · Noack 53' 113' | Asistencia: 45 000 espectadores Árbitro(s): Schmetzer | Asistencia: 45 000 espectadores Árbitro(s): Schmetzer |

| LSV Hamburg | First Vienna |

| ARQ         |  | Willy Jürissen      |
| DEF         |  | Karl Miller         |
| DEF         |  | Reinhold Münzenberg |
| MED         |  | Walter Ochs         |
| MED         |  | Heinrich Gärtner    |
| MED         |  | Robert Gebhardt     |
| DEL         |  | Heinz Mühle         |
| DEL         |  | Ludwig Janda        |
| DEL         |  | Willi Gornick       |
| DEL         |  | Reinhardt Heinrich  |
| DEL         |  | Jakob Lotz          |
| Entrenador: |  |                     |
| Karl Höger  |  |                     |

| ARQ             |  | Hans Schwarzer     |
| DEF             |  | Otto Kaller        |
| DEF             |  | Karl Bortoli       |
| MED             |  | Gottfried Gröbel   |
| MED             |  | Ernst Sabeditsch   |
| MED             |  | Richard Dörfel     |
| DEL             |  | Franz Holeschofski |
| DEL             |  | Karl Decker        |
| DEL             |  | Richard Fischer    |
| DEL             |  | Rudolf Noack       |
| DEL             |  | Franz Widhalm      |
| entrenador:     |  |                    |
| Fritz Gschweidl |  |                    |